# Cojușna
Cojușna es una comuna y pueblo de la República de Moldavia ubicada en el distrito de Strășeni.
En 2004 tiene 7006 habitantes, la gran mayoría étnicamente moldavos-rumanos (6775 habitantes), aunque hay pequeñas minorías de rusos (103 habitantes) y ucranianos (85 habitantes). Es la segunda localidad más poblada del distrito tras la capital Strășeni.
Se ubica en el límite con Chisináu, 15 km al noroeste de la capital nacional, sobre la carretera E58 y junto al lago Ghidighici.